# Casa de Santiago (Castelões)
A Casa de Santiago é um edifício barroco seiscentista localizado na freguesia de Castelões, em Vila Nova de Famalicão, próximo ao aqueduto e à igreja.

## História
Pertence à Quinta de Santiago, que terá tido origem na Idade Média. Em finais do século XVII estava na posse da mesma família: Domingos de Araújo, que aqui residia com a sua mulher D. Teresa Francisca e seus filhos. Várias foram as gerações que foram sucedendo e o último desta família, que teve posse da Casa foi o Padre Dr. José Guilherme da Fonseca e Castro, Reitor de Santiago de Castelões, que morreu em 1957 e que deixou a Casa e Quinta como herança ao seu sobrinho e afilhado, Sr. José Guilherme Correia Machado e a sua família. A Quinta pertence, atualmente, à empresa Riopele.
Em 2022, em conjunto com o aqueduto, foi finalmente classificada como monumento de interesse público.

## Caraterísticas
Detentora de uma planta em forma de U, ao nível da fachada principal destaca-se o portal nobre possuidor de pilastras e empena recortada, decorado com três pináculos. Ao contrário da restante casa, que se distribui por dois pisos, a fachada principal possui um só piso, devido ao caminho público ser mais alto neste local em relação ao resto do terreno. No interior destaca-se o pátio central, totalmente fechado, com varanda alpendrada no andar nobre, suportada por 10 colunas toscanas, cujo acesso se faz por uma escadaria de um lanço. Merecem ainda relevância a cozinha, típica minhota, com uma enorme lareira e dois fornos, o teto de madeira em forma de masseira, do século XVIII, decorado com caixotões e um pequeno sótão com algumas cavidades um pouco oblíquas e no pavimento, destinadas à colocação de canos de espingardas e as janelas fortemente protegidas com grades de ferro. Terá sido usado como reduto defensivo e de ataque durante as revoluções da primeira metade do século XIX.